# Уотерман, Джоуэл
Джо́уэл Ро́берт Уо́терман (англ. Joel Robert Waterman; 24 января 1996, Лангли, Британская Колумбия, Канада) — канадский футболист, центральный защитник клуба «Клёб де Фут Монреаль» и сборной Канады.

## Карьера

### Клубная карьера
Во время обучения в Западном университете Троицы в 2015—2019 годах Уотерман играл за студенческую футбольную команду в канадской межуниверситетской лиге.
В студенческие годы также выступал в Премьер-лиге развития: в 2016 году — за клуб «Китсап Пумас», в 2017 году — за клуб «Ти-эс-эс Эф-си Роверс», в 2018 году — за клуб «Калгари Футхиллс».
13 ноября 2018 года на драфте новообразованной Канадской премьер-лиги Уотерман был выбран во втором раунде под общим 14-м номером клубом «Кавалри». Клуб подписал с ним контракт 6 февраля 2019 года. Его профессиональный дебют состоялся 4 мая 2019 года в инаугуральном матче «Кавалри», соперником в котором был «Йорк 9». 5 октября 2019 года в матче против «Галифакс Уондерерс» он забил свой первый гол в профессиональной карьере. 19 декабря 2019 года «Кавалри» продлил контракт с Уотерманом на сезон 2020.
14 января 2020 года Уотерман перешёл в клуб MLS «Монреаль Импакт», подписав двухлетний контракт с опцией продления ещё на два года. Он стал первым в истории игроком, перешедшим из CPL в MLS. За «Монреаль Импакт» дебютировал 19 февраля 2020 года в первом матче ⅛ финала Лиги чемпионов КОНКАКАФ 2020 против коста-риканской «Саприссы». В MLS дебютировал 29 февраля 2020 года в матче стартового тура сезона 2020 против «Нью-Инглэнд Революшн». По окончании сезона 2021 клуб, переименованный в «Клёб де Фут Монреаль», задействовал опцию продления контракта Уотермана на сезон 2022. В сезоне 2022 он стал игроком стартового состава клуба. 7 мая 2022 года в матче против «Орландо Сити» забил свой первый гол за «КФ Монреаль» и в MLS. По окончании сезона 2022 «КФ Монреаль» задействовал опцию продления контракта Уотермана на сезон 2023. 23 марта 2023 года Уотерман подписал с «КФ Монреаль» новый контракт до конца сезона 2024 с опцией продления на сезон 2025.

### Международная карьера
23 декабря 2020 года Уотерман был впервые вызван в сборную Канады, в тренировочный лагерь в январе 2021 года. В марте 2021 года был включён в заявку канадской сборной на матчи отборочного турнира чемпионата мира 2022 против сборных Бермуд и Кайман, но в обоих матчах остался в запасе. Дебютировал за сборную Канады 11 ноября 2022 года в товарищеском матче со сборной Бахрейна. Был включён в состав сборной на чемпионат мира 2022.

## Достижения
Командные
 «Кавалри»
- Победитель регулярного чемпионата Канадской премьер-лиги: весна 2019, осень 2019

 «Клёб де Фут Монреаль»
- Победитель Первенства Канады: 2021

## Статистика
| Выступление          | Выступление      | Выступление      | Лига | Лига | Плей-офф | Плей-офф | Кубок | Кубок | Континент | Континент | Итого | Итого |
| Клуб                 | Лига             | Сезон            | Игры | Голы | Игры     | Голы     | Игры  | Голы  | Игры      | Голы      | Игры  | Голы  |
| -------------------- | ---------------- | ---------------- | ---- | ---- | -------- | -------- | ----- | ----- | --------- | --------- | ----- | ----- |
| Кавалри              | CPL              | 2019             | 21   | 1    | 1        | 0        | 3     | 0     | —         | —         | 25    | 1     |
| Кавалри              | Итого            | Итого            | 21   | 1    | 1        | 0        | 3     | 0     | —         | —         | 25    | 1     |
| Клёб де Фут Монреаль | MLS              | 2020             | 7    | 0    | 0        | 0        | —     | —     | 3         | 0         | 10    | 0     |
| Клёб де Фут Монреаль | MLS              | 2021             | 22   | 0    | —        | —        | 3     | 0     | —         | —         | 25    | 0     |
| Клёб де Фут Монреаль | MLS              | 2022             | 30   | 3    | 2        | 0        | 1     | 0     | 3         | 0         | 36    | 3     |
| Клёб де Фут Монреаль | MLS              | 2023             | 28   | 1    | —        | —        | 3     | 0     | 2         | 0         | 33    | 1     |
| Клёб де Фут Монреаль | Итого            | Итого            | 87   | 4    | 2        | 0        | 7     | 0     | 8         | 0         | 104   | 4     |
| Всего за карьеру     | Всего за карьеру | Всего за карьеру | 108  | 5    | 3        | 0        | 10    | 0     | 8         | 0         | 129   | 5     |